# IC 4759
IC 4759 — галактика типу Irr (іррегулярна галактика) у сузір'ї Павич.
Цей об'єкт міститься в оригінальній редакції індексного каталогу.